# Frédéric Sy
Frédéric Sy   (9è districte de París, 1861 - segle XX) va ser un astrònom francès que va treballar en l'observatori de París des de 1879 fins a 1887, i com a astrònom assistent en l'observatori d'Alger des de 1887 fins a 1918.
 Mentre treballava a Alger va escriure extensament sobre les característiques d'asteroides menors i estels, i va ser col·lega de l'astrònom François Gonnessiat.
Sy va ser el responsable del descobriment i nom de dos asteroides: (858) El Djezaïr, el 26 de maig de 1916, i (859) Bouzaréah, el 2 d'octubre de 1916. Els noms provenen de localitats properes a l'observatori d'Alger.
L'asteroide (1714) Sy va ser anomenat en el seu honor el 1951.